# Mosonudvar
Mosonudvar is een gemeente (község) in de Hongaarse provincie Győr-Moson-Sopron. 
Het dorp behoorde tot voor de gemeenteraadsverkiezingen van 3 oktober 2010 onder de naam "Újudvar" tot de stad Mosonmagyaróvár. Op 5 april 2009 werd er een referendum gehouden met de vraag "Gaat u akkoord dat de kern Újudvar afgescheiden wordt van Mosonmagyaróvár en daarna als zelfstandige gemeente verdergaat?". Van de 369 kiesgerechtigden brachten 231 mensen hun stem uit. Het resultaat was als volgt: 202 ja-stemmen, 27 neen-stemmen en 2 ongeldige stemmen. Aangezien meer dan 50% van de kiesgerechtigden kwam opdagen en meer dan 50% van de kiezers zich voor eenzelfde antwoord uitsprak, was het referendum geldig en moest de uitkomst verder behandeld worden.
Zoltán Varga, de Minister van Binnenlands Bestuur, legde het resultaat voor aan president László Sólyom, die de oprichting van de nieuwe gemeente op 30 december 2009 goedkeurde. Aangezien er al een gemeente is met de naam "Újudvar" in de buurt van de Zuidwest-Hongaarse stad Nagykanizsa en er geen dubbele gemeentenamen mogen voorkomen in Hongarije, werd door de inwoners de nieuwe naam "Mosonudvar" voorgesteld, verwijzend naar de oude provincie Moson waarin het dorp ligt. Deze naam voor de nieuwe gemeente werd door de Nationale Aardrijkskundige Commissie van Hongarije goedgekeurd.